# Суккулово (Дюртюлинский район)
Суккулово (баш. Һыуыҡҡул) — село в Дюртюлинском районе Башкортостана, административный центр Суккуловского сельсовета.

## Население
| 2002 | 2009 | 2010 | 2010 |
| ---- | ---- | ---- | ---- |
| 794  | ↗837 | ↘825 | →825 |

Согласно переписи 2002 года, преобладающая национальность — башкиры (54 %).

## Географическое положение
Ближайшие населённые пункты — деревни Мамадалево и Уткинеево. Находится в 115 км от Уфы и 8 км от Дюртюли.

## Религия
В селе есть мечеть.

## Известные уроженцы
- Гимаев, Ирек Фаритович (род. 2 сентября 1957) — советский хоккеист, заслуженный мастер спорта СССР (1982).